# Pierre-Antoine Capton
Pierre-Antoine Capton, né le 22 avril 1975 à Trouville-sur-Mer (Calvados), est un producteur, chef d’entreprise et homme d'affaires français actif dans les secteurs de l’audiovisuel, du football et de l’hôtellerie-restauration.
Il est le fondateur de Troisième Œil Productions, premier producteur audiovisuel indépendant en France. Il est aussi le président du directoire de Mediawan, groupe audiovisuel européen, qu'il cofonde en 2015 avec les hommes d'affaires Xavier Niel et Matthieu Pigasse, « un groupe qui fait 1 milliard d’euros de chiffre d’affaires » en 2021. Pierre-Antoine Capton fait l'acquisition avec ses deux associés, du groupe Maximal Productions qui produit C dans l'air.
Il est par ailleurs actionnaire et, depuis 2020, président du conseil de surveillance du Stade Malherbe Caen, club de football de Ligue 2.

## Biographie

### Vie privée
Pierre-Antoine Capton est le fils de Jean-Pierre Capton, moniteur d’auto-école et adjoint de Christian Cardon, maire de Trouville, et de Suzanne Capton, propriétaire d’un salon de coiffure. Il est marié à la professeure de yoga Alexandra Bikialo et père de quatre enfants d’une famille recomposée.

### Carrière
Après avoir obtenu son baccalauréat de sciences au lycée André-Maurois de Deauville, Pierre-Antoine Capton rencontre Dominique Besnehard qui lui conseille de s'inscrire au Cours Florent[réf. nécessaire]. Arrivé à Paris, il choisit rapidement d’intégrer plutôt le secteur de la production. Après un premier stage chez AB Productions, il commence sa carrière chez Canal Jimmy avant de rejoindre Canal+ où il travaille avec Marc-Olivier Fogiel.

#### Troisième Œil Productions
En 2001, à 26 ans, il crée sa propre structure, Troisième Œil Productions, avec laquelle il propose des contenus pour les chaînes satellites,. L'entreprise produit des émissions de débat d’actualité comme C à vous ou Zemmour et Naulleau, des émissions d’investigation, du divertissement avec Les Carnets de Julie, de la fiction avec la série Accusé, et des pièces de théâtre comme Le Père de Florian Zeller, via la filiale CZ Productions, ou encore le retour du Grand Échiquier sur France 2 à partir de 2018.
Pierre-Antoine Capton produit en 2017 le documentaire sur la campagne d’Emmanuel Macron diffusé par TF1 au lendemain du second tour de l'élection présidentielle française. La diffusion réunit 4,4 millions de téléspectateurs,. Il est disponible dans plusieurs pays sur Netflix et en France jusqu'au 17 mai 2019.
En 2020, Troisième Œil Productions intègre le groupe Mediawan de Pierre-Antoine Capton.

#### Mediawan
Pierre-Antoine Capton cofonde en décembre 2015, avec Matthieu Pigasse et Xavier Niel, un groupe audiovisuel dénommé Mediawan, sous la forme d'un SPAC, dont il est président du directoire. Entre 2017 et 2020, Mediawan réalise huit acquisitions stratégiques et se positionne ainsi en leader européen parmi les acteurs indépendants de l'industrie des contenus audiovisuels,.
En octobre 2020, le trio Pierre-Antoine Capton, Xavier Niel et Mathieu Pigasse, réussit son OPA pour prendre le contrôle de Mediawan en récoltant 85 % du capital du groupe, première d'une série d'opérations d'acquisitions dont Lagardère Studios, la filiale de production audiovisuelle du groupe Lagardère. Mediawan double ainsi de taille dans le but de développer sa production d'émissions sur le marché européen.
Pierre-Antoine Capton pilote le développement hors d’Europe de Mediawan, notamment aux États-Unis. En 2022, il crée une société de production, Blue Morning Pictures, avec Florian Zeller, auteur et réalisateur du film “The Father”, dont il est proche. L’association permet au groupe de s'implanter directement aux États-Unis. La même année, Pierre-Antoine Capton réalise l’association de Mediawan avec la société de production indépendante Plan B, créée par Brad Pitt. Le groupe européen devient actionnaire majoritaire de la société, qui détient également des parts dans Mediawan. Selon Pierre-Antoine Capton, cet accord va « construire une alliance créative pour créer de la valeur par le contenu », et doit permettre à Plan B de s’ouvrir au marché européen.
Le Monde indique que Pierre-Antoine Capton entretient une relation amicale avec Emmanuel Macron. La société Mediawan est autorisée depuis 2021 à filmer le quotidien du président de la République, « comme pour trouver une autre manière d’écrire la geste présidentielle ».

#### Football
Supporter depuis l'enfance du Stade Malherbe de Caen, dont son oncle Francis Capton a été un joueur durant les années 1950, il devient actionnaire du club fin 2017 par l'entremise de Jean-François Fortin. À la suite des difficultés financières du club, il mène à l'été 2020 un projet de rachat via le fonds d'investissement américain Oaktree. La vente du club est actée en septembre 2020 et Pierre-Antoine Capton obtient la priorité sur un éventuel futur rachat des parts que possède le fonds américain.
Le rappeur Orelsan, dont Pierre-Antoine Capton a produit la série documentaire pour Amazon Prime Video « Montre jamais ça à personne », a confié qu’il aimerait accéder à un rôle dans le club, qu’il soutient de longue date. Le producteur envisagerait de lui confier un rôle d’ambassadeur du Stade.

#### Hôtellerie et restauration
Pierre-Antoine Capton est copropriétaire de l’hôtel Flaubert, situé à Trouville-sur-Mer, sa ville natale.
Il est copropriétaire des restaurants Loulou, à Paris, Val-d’Isère et Ramatuelle.

## Décorations
- Chevalier de la Légion d'honneur (2023). Décret du 31 décembre 2020[27], décoration remise par le président Emmanuel Macron à l'Élysée le 17 octobre 2023[28].
- Officier de l'ordre des Arts et des Lettres (2022)[29].